# Loebnerova cena
Loebnerova cena byla každoroční kontroverzní soutěž programů umělé inteligence, které simulují lidskou konverzaci. Její pořádání bylo ukončeno v roce 2020. Soutěž byla založena na Turingově testu, kdy lidský hodnotitel současně komunikuje s člověkem a testovaným programem a snaží se rozhodnout, který z nich je skutečný člověk. Vítězem pak byl nejúspěšnější ze soutěžících programů. Soutěž byla založena roku 1990 a v průběhu let se měnily ceny pravidla – ocenění stoupalo od 2000 do 3000 dolarů a mj. byla zrušena omezení konverzace při Turingově testu. První program, který porotci neodliší od člověka, měl být oceněn 25 000 dolary a první, jenž projde Turingovým testem obsahujícím porozumění textu, zvukovému a vizuálnímu obsahu, měl získat cenu 100 000 dolarů. Po jejím dosažení měla být soutěž oficiálně ukončena, avšak byla ukončena před dosažením této hranice.

## Přehled vítězů
| Ročník | Vítěz            | Název programu                                              |
| ------ | ---------------- | ----------------------------------------------------------- |
| 1991   | Joseph Weintraub | "Whimsical Conversation" (PC Therapist)                     |
| 1992   | Joseph Weintraub | PC Therapist                                                |
| 1993   | Joseph Weintraub | PC Therapist                                                |
| 1994   | Thomas Whalen    | TIPS                                                        |
| 1995   | Joseph Weintraub | PC Therapist                                                |
| 1996   | Jason Hutchens   | HeX                                                         |
| 1997   | David Levy       | Converse                                                    |
| 1998   | Robby Garner     | Albert One                                                  |
| 1999   | Robby Garner     | Albert One                                                  |
| 2000   | Richard Wallace  | Artificial Linguistic Internet Computer Entity (A.L.I.C.E.) |
| 2001   | Richard Wallace  | Artificial Linguistic Internet Computer Entity (A.L.I.C.E.) |
| 2002   | Kevin Copple     | Ella                                                        |
| 2003   | Juergen Pirner   | Jabberwock                                                  |
| 2004   | Richard Wallace  | Artificial Linguistic Internet Computer Entity (A.L.I.C.E.) |
| 2005   | Rollo Carpenter  | George (Jabberwacky)                                        |
| 2006   | Rollo Carpenter  | Joan (Jabberwacky)                                          |
| 2007   | Robert Medeksza  | Ultra Hal                                                   |
| 2008   | Fred Roberts     | Elbot                                                       |
| 2009   | David Levy       | Do-Much-More                                                |
| 2010   | Bruce Wilcox     | Suzette                                                     |
| 2011   | Bruce Wilcox     | Rosette                                                     |
| 2012   | Mohan Embar      | Chip Vivant                                                 |
| 2013   | Steve Worswick   | Mitsuku                                                     |
| 2014   | Bruce Wilcox     | Rose                                                        |
| 2015   | Bruce Wilcox     | Rose                                                        |
| 2016   | Steve Worswick   | Mitsuku                                                     |
| 2017   | Steve Worswick   | Mitsuku                                                     |
| 2018   | Steve Worswick   | Mitsuku                                                     |